# Dominique Viart
 (janvier 2018).
Si vous disposez d'ouvrages ou d'articles de référence ou si vous connaissez des sites web de qualité traitant du thème abordé ici, merci de compléter l'article en donnant les références utiles à sa vérifiabilité et en les liant à la section « Notes et références ».
Pour les articles homonymes, voir Viart.
Dominique Viart, né le 30 mai 1958 à Paris, est un essayiste et critique littéraire français. 
Il est professeur de littérature française à l'université Paris-Nanterre et membre senior de l’Institut universitaire de France (promotion 2009, réélu en 2018). Spécialiste de la littérature française contemporaine et de la « littérature au présent », il a introduit la recherche en littérature contemporaine dans l'université française et théorisé les notions de « récit de filiation », de "fiction critique", de "roman archéologique" et celle de "Littérature de terrain".

## Biographie
Dominique Viart suit des études de lettres et d'histoire à l'université Lyon 2 et à l'université Paris-Sorbonne, où il obtient l’agrégation et soutient en 1991 une thèse sur l'imaginaire des signes dans le roman français du 20e siècle dirigée par Jean-Pierre Richard et Michel Raimond. Maître de conférences à l'université Lille 3 (1993), il y présente une habilitation à diriger des recherches (1994) et est nommé professeur en 1996. Il rejoint l'université Paris-Nanterre en 2013. 
Professeur de littérature française moderne et contemporaine, directeur–adjoint de l'équipe de recherche Alithila (Analyses littéraires et histoire de la langue) à l'université Charles de Gaulle Lille 3 jusqu'en 2013, il dirige depuis 2001 la Revue des sciences humaines (direction partagée avec Gérard Farasse jusqu'au décès de celui-ci). A l'université Paris Nanterre, Dominique Viart crée en 2013 et dirige avec Jean-Marc Moura l'Observatoire des écritures contemporaines française et francophones. Dominique Viart donne en outre chaque année des cours et conférences à l’université de Rome La Sapienza. 
Directeur de plusieurs collections éditoriales de travaux universitaires (collections « Perspectives » et « Claude Simon » aux Presses universitaires du Septentrion ; collection « Écritures contemporaines » aux éditions Minard ; collection « Écrivains au présent » aux éditions A. Colin), il siège au comité de rédaction de diverses revues universitaires : Sites, 20th-century Contemporary French Studies (États-Unis), Beckett Today – Aujourd’hui (Amsterdam/New-York), Roman 20-50 (Lille), Cahiers Claude Simon, (PU de Rennes), Etudes romanes de Brno, (République Tchèque), Nordic Journal of Francophone Studies / Revue nordique des études francophones (Stockholm), ELFe XX XXI, (France) et des revues en ligne : [www.revue-relief.org RELIEF], [www.revue-critique-de-fixxion-francaise-contemporaine.org/ FIXXION XX-XXI].
Cofondateur et vice-président de la Société d’études de la littérature française du 20e siècle jusqu'en 2013, il est président fondateur de l’Association des lecteurs de Claude Simon depuis sa création en 2003 jusqu'en 2011.
D’abord spécialiste de poésie moderne, il est l’auteur de l’un des tout premiers ouvrages critiques consacré à Jacques Dupin, L’Écriture seconde (Galilée, 1982) et organise le premier colloque international sur ce poète (L’Injonction silencieuse, Cahier Jacques Dupin, La Table ronde, 1995). Après des travaux sur le roman français moderne (Julien Gracq, Robert Pinget, Claude Simon - cf : Une mémoire inquiète, PUF, 1997), il fonde la collection "Écritures contemporaines" aux éditions Minard-Lettres modernes et développe en France l'étude de la littérature contemporaine jusque là boudée par les Universités.

Depuis 2006, il organise chaque année avec la Maison des écrivains et de la littérature et sa directrice Sylvie Gouttebaron, les rencontres "Littérature, enjeux contemporains" qui rassemblent à Paris écrivains, critiques littéraires et chercheurs universitaires. 
Dominique Viart définit la littérature contemporaine, apparue au tournant des années 1975-1984 et continuée depuis, comme une littérature « transitive » et « critique », en dialogue avec son double héritage académique et moderne ainsi qu’avec les Sciences humaines (notamment Histoire et sociologie, voir : Nouvelles écritures littéraires de l’Histoire et Littérature et sociologie). Il la présente comme soucieuse de renouer avec les grandes questions littéraires (expression du Sujet, du réel, de l’Histoire, des questions sociales et politiques…) mais sans s’affranchir du soupçon (cf Viart et Vercier, La Littérature française au présent, Bordas (2005), 2008).
Il identifie des formes littéraires nouvelles propres à cette période : le « récit de filiation », les « fictions biographiques », les « fictions critiques », le « roman archéologique », la « poésie prosaïque », « la littérature de terrain »… et publie de nombreux ouvrages et articles sur les principaux écrivains contemporains : François Bon, Pierre Michon, Pascal Quignard, Jean Echenoz, Annie Ernaux, Pierre Bergounioux, Antoine Volodine, Gérard Macé, Antoine Emaz, Gérard Titus-Carmel, Alain Nadaud, Laurent Mauvignier, Lydie Salvayre, Maylis de Kérangal, Arno Bertina, Joy Sorman, Patrick Deville, Jean Rolin, Charif Majdalani, Antoine Emaz, Ivan Jablonka etc. A propos de ce dernier, il a analysé Histoire des grands-parents que je n'ai pas eus (Seuil, 2012) comme une mise en œuvre historique du « récit de filiation ».
Si les catégories qu’il propose sont assez largement acceptées et désormais enseignées par la recherche universitaire et utilisées par la critique journalistique, ainsi que par les historiens, sa conviction d’une grande qualité de la littérature contemporaine française fut un temps contestée par le professeur Antoine Compagnon (Télérama, n°2955, septembre 2006) et par le journaliste américain Donald Morrison, avant d'être internationalement reconnue, comme en témoignent les prix Nobel de Littérature décernés à Claude Simon, J.M.G. Le Clézio, Patrick Modiano et Annie Ernaux.
Il a fait apparaître les multiples interactions développées ces dernières décennies entre littérature et sciences sociales (Histoire, sociologie, anthropologie), notamment dans ses travaux sur la littérature de terrain (Fieldwork literature), qui emprunte nombre de ses enquêtes et pratiques aux méthodes développées en SHS, alors que celles-ci choisissent des formes littéraires pour exposer leurs recherches. En 2019, il propose de considérer la littérature contemporaine, apparue depuis le début des années 1980, comme celle d'une "modernité relationnelle" , notion reprise et développée en 2024 par plusieurs colloques au Brésil et à Paris.

## Prise de positions
Il s'est élevé contre l'idée d'une "fin de la littérature", d'une "fin de l'écrivain" ou d'une "fin de la culture française", notamment parce que, depuis l'essai de Francis Fukuyama, La fin de l'histoire, le monde n’a "pas cessé de bouger". En revanche, il est avéré selon D. Viart que le statut de l’écrivain et de la littérature ne sont plus les mêmes qu’autrefois.

## Ouvrages
- Deville & Cie (avec Pierre Michon, Sylvie Germain, Roberto Ferrucci et alii.), Le Seuil, 2016.
- Pour Éric Chevillard, avec Pierre Bayard, Bruno Blanckeman et Tiphaine Samoyault, Éditions de Minuit, 2014.
- Anthologie de la littérature française contemporaine. Romans et récits depuis 1980, Armand Colin, 2013.
- Il romanzo francese contemporaneo (avec Gianfranco Rubino (acd), Annie Oliver et Paolo Tamassia), Rome, editori Laterza, 2012
- Une mémoire inquiète essai sur l'œuvre de Claude Simon, (PUF, 1997) Presses Universitaires du Septentrion, 2010
- François Bon, étude de l’œuvre, Bordas, 2008
- La Littérature française au présent : héritage et mutations de la modernité, (avec Bruno Vercier), Bordas (2005), réédition augmentée 2008.
- Quel projet pour la littérature contemporaine ? Publie.net, 2008
- Gérard Titus-Carmel, Éditions Pérégrines-Evelyne Artaud / Musée de la ville de Tunis-Palais Kheireddine, 2006.
- Les Vies minuscules de Pierre Michon, Gallimard, 2004.
- Le Roman français au XXe siècle, (Hachette, 1999), Armand Colin, 2010.
- L'Imaginaire des signes dans le roman contemporain français, ARNT, 1991.
- L'Écriture seconde,  la pratique poétique de Jacques Dupin, Paris, Galilée, 1982.

### Directions d'ouvrages
- Claude Simon, l'inépuisable chaos du monde, Presses universitaires du Septentrion, 2024.
- États du roman contemporain, avec Jan Baetens, Collection Écritures contemporaines, vol. 2, (1999), Classiques Garnier, 2024.
- Mémoires du récit, Collection Écritures contemporaines, vol. 1. [1998], Classiques Garnier, 2023.
- Antoine Emaz. L'épreuve élémentaire de soi, avec Djamel Meskache et Antonio Rodriguez, Editions Tarabuste, 2023.
- Les récits du posthumain", avec Mara Magda Maftei, Presses universitaires du Septentrion, 2023.
- La machine à histoires. Le romanesque dans les écritures contemporaines, avec Anne-Sophie Donnarieix, Morgane Kieffer et Jochen Mecke, Presses universitaires du Septentrion, 2022.
- Gérard Macé, la pensée littéraire, Collection Écritures contemporaines, vol. 9. [2007], Classiques Garnier, 2022.
- Nouvelles écritures littéraires de l’Histoire, Collection Écritures contemporaines, vol. 10. [2009], Classiques Garnier, 2021.
- Ecrire avec les livres. Présences de la littérature française du passé dans les romans et récits contemporains, avec Silvia Disegni, Francofonia, n°78, printemps 2020.
- Littératures de terrain, avec Alison James, revue en ligne FIXXION, n°18, juin 2019 : http://www.revue-critique-de-fixxion-francaise-contemporaine.org/index.php/rcffc/issue/archive
- Autour de Alain Nadaud, avec Djamel Meskache, éditions Tarabuste, 2017.
- Pierre Michon, Cahier de l’Herne avec Agnès Castiglione et la collaboration de Philippe Artières, éditions de l’Herne, 2017.
- Les savoirs littéraires, avec Adelaïde Russo, Revue des Sciences Humaines, n°324, décembre 2016.
- Literature and alternative Knowledges. Taking Stock – II/Faire le point – II, Sites, Contemporary French & Francophone Studies, avec Adélaïde Russo, vol 20, issue 4-5, december. 2016.
- Literature and Criticism. Taking Stock /Faire le point, Sites, Contemporary French & Francophone Studies, avec Adélaïde Russo, vol 20, issue 3, june. 2016.
- La France des solidarités (mai 1968-mai 1981). Littérature, cinéma, discours, avec D. Maazouzi et N. Wolf, Revue des Sciences Humaines, n°320, décembre 2015.
- Le Roman français contemporain face à l’Histoire : thèmes et formes (avec Gianfranco Rubino), Italie, Rome, QuodLibet, 2015,
- Ecrire le présent (avec Gianfranco Rubino), Armand Colin Recherches, 2013.
- Pierre Michon. La lettre et son ombre, (avec P-M de Biasi et A. Castiglione), Éditions Gallimard, 2013.
- Écrire le présent (avec Gianfranco Rubino), Armand Colin, 2013.
- Fins de la Littérature, Tome 2. Historicité de la littérature contemporaine, avec Laurent Demanze, Paris, Armand Colin, coll. "Recherches", 2012.
- Fins de la Littérature, Tome 1. Esthétiques et discours de la fin, avec Laurent Demanze, Armand Colin, 2011.
- La Littérature française lue de l'étranger, Institut français / Presses Universitaires du Septentrion, 2011.
- Trouver à qui parler, (avec W. Asholt), Revue critique de fixxion française contemporaine, n°2, 2011 : http://www.revue-critique-de-fixxion-francaise-contemporaine.org/francais/publications/no2/sommaire_no2.html
- François Bon, éclats de réalité, (avec J.B. Vray), PU de Saint-Étienne, 2010.
- Nouvelles écritures littéraires de l’Histoire, Collection Écritures contemporaines, vol. 10. Éditions Minard - Lettres modernes, 2009.
- Écritures blanches, (avec Dominique Rabaté) PU de Saint-Étienne, 2009.
- Gérard Macé, la pensée littéraire, Collection Écritures contemporaines, vol. 9. Éditions Minard - Lettres modernes, 2008.
- Littérature et sociologie, (avec Dominique Rabaté et Philippe Baudorre), P.U. de Bordeaux, 2007.
- Claude Simon, maintenant, Cahiers Claude Simon, n°2, PU de Perpignan, 2006.
- Antoine Volodine, fictions du politique, (avec Anne Roche), Collection Écritures contemporaines, vol. 8. Éditions Minard - Lettres modernes, 2006.
- Marges du dialogue, Revue des Sciences Humaines, n°273, 2004.
- Effractions de la poésie, (avec Elisabeth Cardonne-Arlyck), Collection Écritures contemporaines, vol. 7. Éditions Minard - Lettres modernes, 2003.
- Les Mutations esthétiques du roman contemporain français, revue Lendemains, n°107/108, 2002.
- Paradoxes du biographique, Revue des Sciences Humaines, n°263, automne 2001.
- Robert Pinget, revue Roman 20-50, n°30, décembre 2000.
- États du roman contemporain,  (avec Jan Baetens) Collection Écritures contemporaines, vol. 2, Éditions Minard - Lettres modernes, 1999.
- Mémoires du récit, Études sur le récit contemporain, Collection Écritures contemporaines, vol. 1. Éditions Minard - Lettres modernes, 1998.
- Jules Romains et les écritures de la simultanéité, Presses Universitaires du Septentrion, 1996.
- L'Injonction silencieuse, Cahier Jacques Dupin, La Table Ronde, 1995.
- Julien Gracq, revue Roman 20-50, n°16, décembre 1993.
- Littérature française contemporaine : Questions et perspectives, PU de Louvain, 1993.

### Editions critiques
- Alain Nadaud, Les-anges.net, édition établie et présentée par Dominique Viart, Editions Tarabuste, 2023.
- Jacques Dupin, Face à Giacometti, Edition établie et présentée par Dominique Viart, P.O.L., 2022.
- Jacques Dupin, L'Esclandre, Edition établie par Jean Frémon, Nicolas Pesquès et Dominique Viart; Introduction de Dominique Viart, P.O.L., 2022.
- Jacques Dupin, Discorde, Edition établie par Jean Frémon, Nicolas Pesquès et Dominique Viart, P.O.L., 2017.

### Articles
- « Le silence des pères au principe du ‘‘récit de filiation’’ », Études françaises, vol. 45, no 3,‎ 2009, p. 95-112 (lire en ligne).
- « Un art anthropologique de la description. Les personnages secondaires chez Maylis de Kerangal », Études françaises, vol. 57, no 3,‎ 2021, p. 33-52 (lire en ligne)